# 1904 en Italie
Chronologie de l'Italie
- 1900
- 1901
- 1902
- 1903
- 1904
- 1905
- 1906
- 1907
- 1908

## Événements
- 25-26 janvier : un incendie détruit la moitié des fonds de la Bibliothèque nationale de Turin[1].
- 31 janvier : loi sur les accidents du travail[2].
- 26 mars : Guillaume II d'Allemagne et Victor-Emmanuel III d'Italie se rencontrent dans le golfe de Naples. Entre-temps, les relations italo-autrichiennes, troublées par des incidents anti-italiens à l’université d’Innsbruck, s’améliorent[3].
- 31 mars : le Parlement italien vote une loi spéciale en faveur de la Basilicate[4]. Giovanni Giolitti fait adopter par la Chambre une série de mesures économiques en faveur du Mezzogiorno : lois sur l’aménagement du Basilicate, de la Sardaigne et de la Calabre (1906), allégements fiscaux et travaux publics[5].

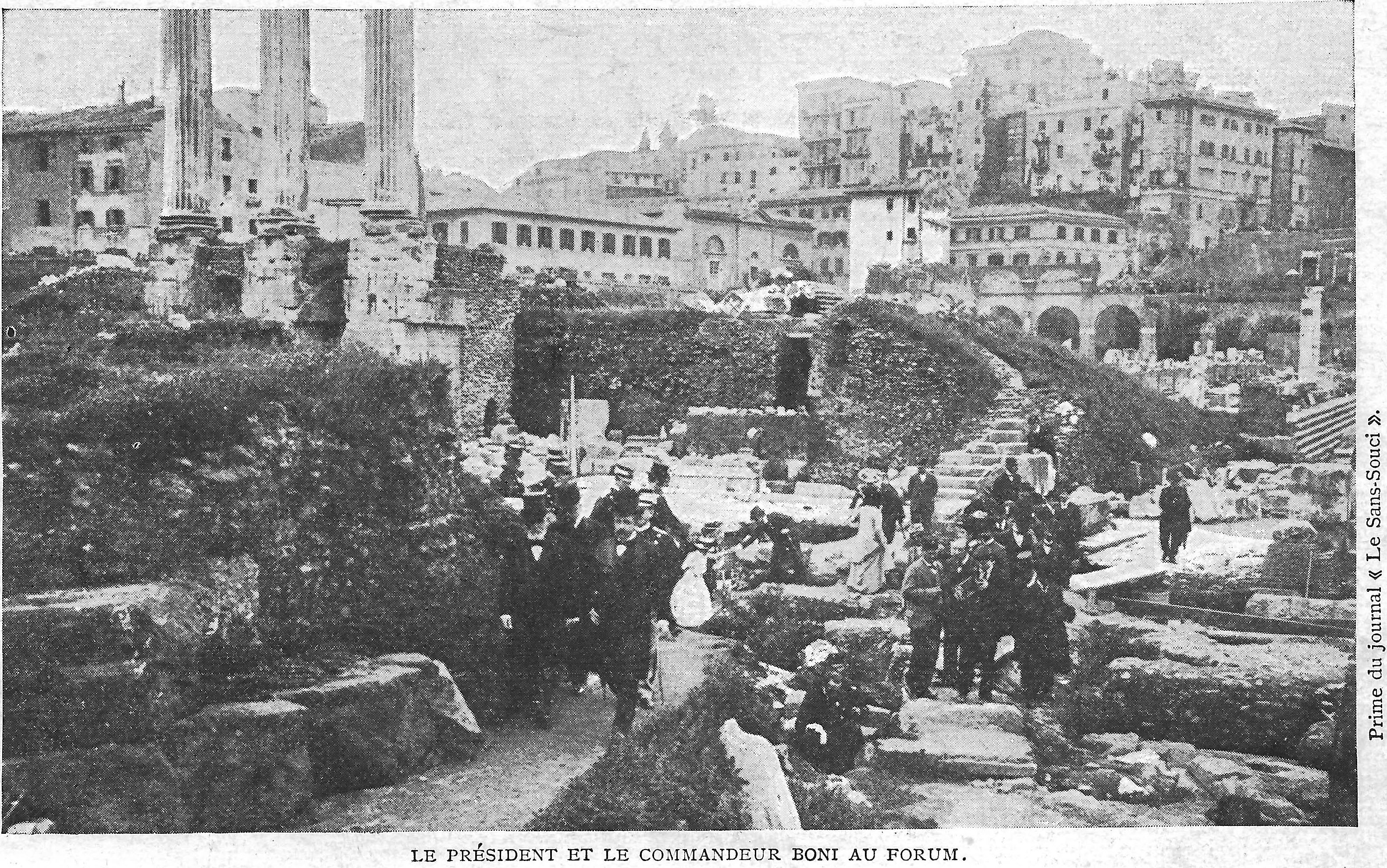
Le président Français Émile Loubet en visite officielle à Rome au Forum.

- 24-28 avril : visite officielle du président français Émile Loubet à Rome[6].
- 28 juillet : Pie X prononce la dissolution de l’Œuvre des Congrès, qui prône la constitution d’un parti démocrate-chrétien indépendant de l’Église, sauf la deuxième section chargée des questions sociales[7].
- 4 septembre : lors de la répression d'une grève des mineurs de Buggerru, en Sardaigne par l'armée, trois ouvriers sont tués et 20 blessés[8].
- 16-21 septembre : grève générale déclenchée à Milan consécutive à une série de grèves et à leur répression[9]. Giolitti refuse d’intervenir et son attitude empêche le mouvement de prendre des dimensions révolutionnaires. Le pape donne aux candidats catholiques l’autorisation tacite de se présenter aux législatives pour contrer le péril rouge[3].

- 27 septembre : Giovanni Giolitti rend visite au chancelier allemand Bernhard von Bülow pour dissiper les préoccupations provoquées à Berlin par le rapprochement franco-italien[3].

- 6 novembre -13 novembre : élections législatives[10]. Profitant de la conjoncture propice, Giolitti demande au roi la dissolution de la Chambre. Les résultats lui sont favorables. De nombreux catholiques votent publiquement.

- 30 novembre : début de la XXIIe législature du royaume d'Italie[10].

## Culture

### Livres parus en 1904
- Cenere (Braises), roman de Grazia Deledda, prix Nobel de littérature en 1926, publié aux éditions Ripamonti & Colombo

### Opéras créés en 1904
- 17 février : Madame Butterfly, opéra de Giacomo Puccini, créé à la Scala de Milan par Rosina Storchio, sous la direction de Cleofonte Campanini. C'est un fiasco, l'opéra est retiré, remanié et recréé à Brescia avec Solomiya Krushelnytska en mai 1904 où il triomphe. Il sera bientôt repris avec notamment Enrico Caruso sous la direction d'Arturo Toscanini, d'abord à Buenos Aires, puis partout dans le monde.
- 30 novembre : Risurrezione, opéra de  Franco Alfano, créé à Turin.

## Naissances en 1904
- 9 septembre : Goffredo Alessandrini, réalisateur, scénariste, acteur, monteur, et producteur de cinéma. († 16 mai 1978)
- 17 septembre :  Humbert, roi en 1946, à Racconigi.

## Décès en 1904
- 12 janvier : Oreste Síndici, 75 ans, compositeur italo-colombien de musique classique, auteur de la musique de l'hymne national de la Colombie. (° 31 mai 1828)
- 18 novembre : Eugenio Geiringer, 60 ans, architecte et ingénieur, qui eut une grande influence sur l’architecture de la ville de Trieste. (° 25 février 1844)
- 4 décembre : Cristiano Banti, 80 ans, peintre, lié au mouvement des Macchiaioli. († 4 janvier 1824)